# Lørenskog
Lørenskog est une municipalité du comté d'Akershus en Norvège. Elle a été créée à la suite de la division le 1er janvier 1908 de Skedsmo.

## Description
La municipalité borde Lillestrøm au nord, Rælingen à l'est, Enebakk au sud et Oslo à l'ouest. Une grande partie de la zone forestière de l'Østmarka fait partie de la commune.
L'hôpital universitaire d'Akershus  est établi dans la municipalité depuis plusieurs décennies. Icopal est l'une des entreprises centrales de la commune depuis plusieurs générations (anciennement Fjellhamar Bruk ). Coca-Cola a établi une usine et, Nor-Cargo a un entrepôt dans la municipalité.

## Personnalités
- Trine Hattestad (1966-), championne olympique du lancer du javelot en 2000.
- Henning Berg (1969-), footballeur norvégien.
- Emilie Mehl (née en 1993 à Lørenskog), femme politique, députée, ministre de la Justice depuis 2021.
- Johannes Dale (1997-), biathlète norvégien.
- Magnus Riisnæs (2004-), footballeur norvégien.

## Zones protégées
- Réserve naturelle de Ramstadslottet
- Réserve naturelle d'Østmarka
- Réserve naturelle de Tretjernhøla